# Mistrzostwa świata w szachach 1937

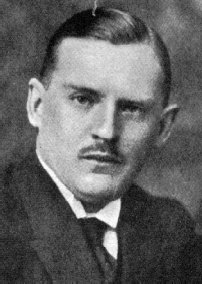
Mistrz świata 1937,
Aleksander Alechin

Rewanżowy mecz pomiędzy aktualnym mistrzem świata - Machgielisem Euwe, a Aleksandrem Alechinem, którego pokonał on w 1935 r. rozegrany w dniach 5 X - 7 XII 1937 r. na tych samych co pierwszy zasadach.

## Miasta, w których grano
Był to kolejny mecz rozgrywany systemem "wędrownym", ostatni jak dotąd rozgrywany w więcej niż dwóch miastach. Miastami, w których grano były kolejno: Haga, Rotterdam, Amsterdam, ponownie Haga, Haarlem, ponownie Rotterdam, Lejda, po raz trzeci Haga, Groningen, ponownie Amsterdam, Zwolle, Rotterdam (trzeci raz), Haga (czwarty raz), Haga (piąty raz), Eindhoven, Amsterdam (trzeci raz), Delft, Rotterdam (czwarty raz), Haga (szósty raz), Amsterdam (czwarty raz) i Rotterdam (piąty raz).

## Przebieg meczu
Na mecz Alechin przybył "odmłodzony", ze zregenerowanymi siłami. W udzielonym prasie wywiadzie stwierdził, iż przyjechał "walczyć o życie". Euwe wygrał pierwszą partię, a Alechin – drugą. Po dwóch remisach Euwe wygrał kolejną, Alechin trzy kolejne, a po przerwie na remis także dziesiątą. Euwe jednak nie załamał się i walczył o wyrównanie. Po XIX partii Alechin prowadził już zaledwie dwoma punktami. Przypuścił jednak atak na tytuł i wygrał kolejne cztery partie remisując w międzyczasie dwie.

## Wyniki w poszczególnych partiach
|                    | 1 | 2 | 3 | 4 | 5 | 6 | 7 | 8 | 9 | 10 | 11 | 12 | 13 | 14 | 15 | 16 | 17 | 18 | 19 | 20 | 21 | 22 | 23 | 24 | 25 | Punkty |
| ------------------ | - | - | - | - | - | - | - | - | - | -- | -- | -- | -- | -- | -- | -- | -- | -- | -- | -- | -- | -- | -- | -- | -- | ------ |
| Max Euwe           | 1 | 0 | ½ | ½ | 1 | 0 | 0 | 0 | ½ | 0  | ½  | ½  | 1  | 0  | ½  | ½  | 1  | ½  | ½  | ½  | 0  | 0  | ½  | 0  | 0  | 9½     |
| Aleksander Alechin | 0 | 1 | ½ | ½ | 0 | 1 | 1 | 1 | ½ | 1  | ½  | ½  | 0  | 1  | ½  | ½  | 0  | ½  | ½  | ½  | 1  | 1  | ½  | 1  | 1  | 15½    |